# Valdecarros (gmina)
Valdecarros – gmina w Hiszpanii, w prowincji Salamanka, w Kastylii i León, o powierzchni 27,23 km². W 2011 roku gmina liczyła 384 mieszkańców.